# Euonymus sootepensis
Euonymus sootepensis är en benvedsväxtart som beskrevs av William Grant Craib. Euonymus sootepensis ingår i släktet Euonymus och familjen Celastraceae. Inga underarter finns listade.